# Octà
L'octà és un hidrocarbur saturat lineal de la família dels alcans de fórmula molecular {\displaystyle {\ce {C8H18}}}. És un component de la benzina.